# Tout tourne autour du soleil
Albums de Keny Arkana
Entre ciment et belle étoile
(2006)
Singles
1. Vie d'artiste
Sortie : 13 juin 2012
2. Gens pressés
Sortie : 5 octobre 2012

Tout tourne autour du soleil est le deuxième album studio de l'artiste française Keny Arkana après Entre ciment et belle étoile (2006). Il est sorti le 3 décembre 2012 chez Because Music, à la suite des succès du maxi Désobéissance (2008) et de la mixtape L'Esquisse 2 (2011).

## Structure de l'album

### Titres présents
| No  | Titre                                              | Durée |
| --- | -------------------------------------------------- | ----- |
| 1.  | Intro : Tout tourne autour du soleil               | 3:33  |
| 2.  | Esprits libres                                     | 3:57  |
| 3.  | Le Syndrome de l'exclu (feat. RPZ)                 | 3:42  |
| 4.  | Capitale de la rupture                             | 2:49  |
| 5.  | Entre les lignes #1 : Car nous sommes le monde     | 3:47  |
| 6.  | Vie d'artiste                                      | 4:28  |
| 7.  | Gens pressés                                       | 4:03  |
| 8.  | Cynisme vous a tué ?                               | 5:05  |
| 9.  | Indignados                                         | 4:01  |
| 10. | Casse le schéma                                    | 3:34  |
| 11. | J'ai osé                                           | 4:19  |
| 12. | Entre les lignes #2 : 20.12                        | 5:22  |
| 13. | Y a urgence !                                      | 3:46  |
| 14. | Le monde est notre reflet                          | 3:54  |
| 15. | Cherche en toi                                     | 3:40  |
| 16. | Fille du vent                                      | 3:55  |
| 17. | Tout tourne autour du soleil                       | 3:57  |
| 18. | Retour à la terre / Le Retour de l'enfant prodigue | 8:35  |